# 加爾加梅勒

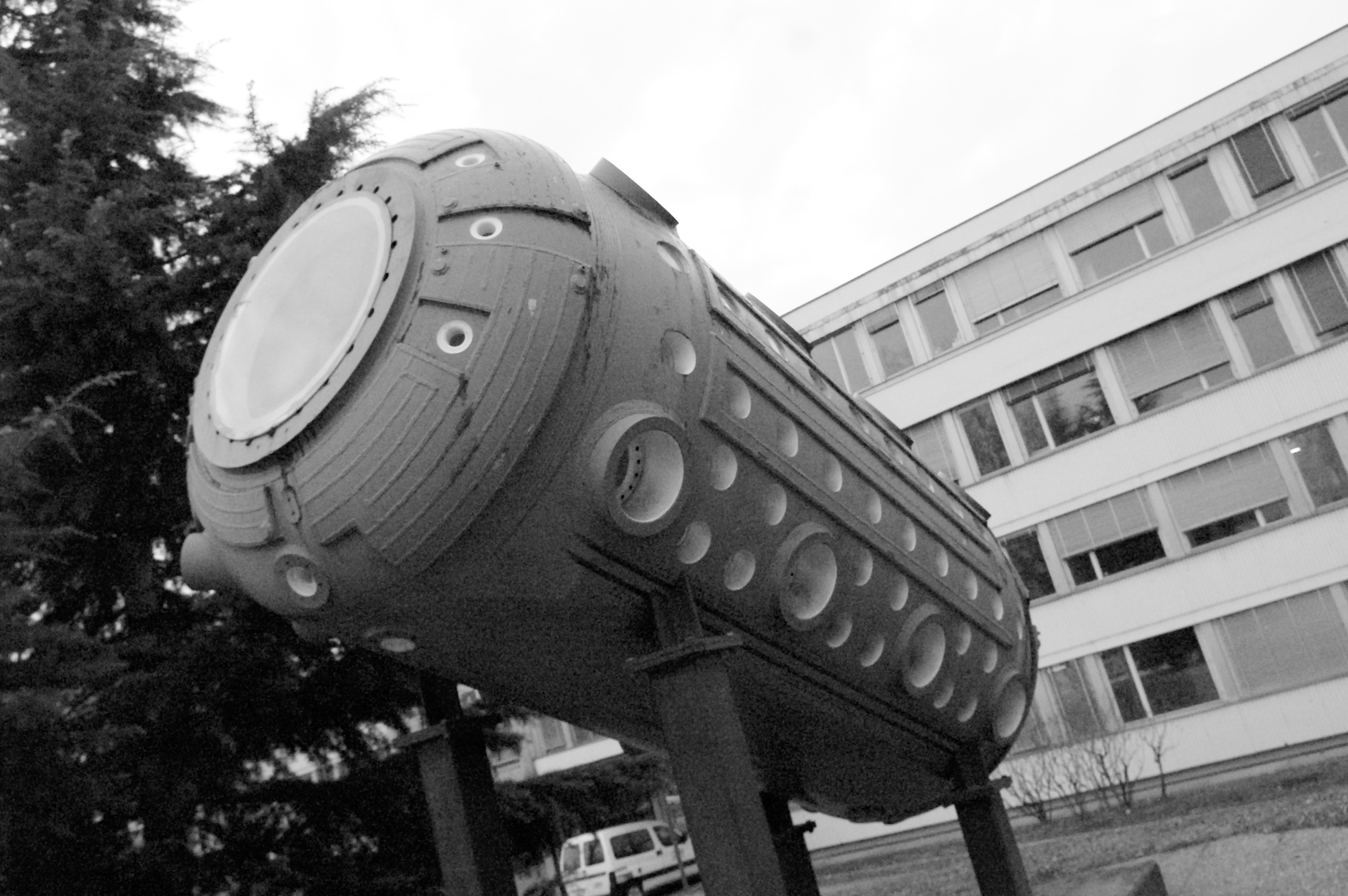
The Gargamelle, now on display at the CERN Microcosm science garden.

加爾加梅勒（Gargamelle），歐洲核子研究中心的氣泡室，主要任務是偵測中微子。